# Municipio de Nevada (condado de Palo Alto)
El municipio de Nevada (en inglés: Nevada Township) es un municipio ubicado en el condado de Palo Alto en el estado estadounidense de Iowa. En el año 2010 tenía una población de 107 habitantes y una densidad poblacional de 1,14 personas por km².

## Geografía
El municipio de Nevada se encuentra ubicado en las coordenadas 43°2′21″N 94°37′11″O / 43.03917, -94.61972. Según la Oficina del Censo de los Estados Unidos, el municipio tiene una superficie total de 94.18 km², de la cual 94,18 km² corresponden a tierra firme y (0 %) 0 km² es agua.

## Demografía
Según el censo de 2010, había 107 personas residiendo en el municipio de Nevada. La densidad de población era de 1,14 hab./km². De los 107 habitantes, el municipio de Nevada estaba compuesto por el 100 % blancos. Del total de la población el 0 % eran hispanos o latinos de cualquier raza.